# Лескеа
Лескеа (лат. Leskea) — род листостебельных мхов семейства Лескеевые.
Название рода дано в честь лейпцигского профессора Наталя Готфрида Леске.

## Описание
Растения средних размеров, однодомные, не блестящее. Дерновинки густые или рыхлые, плоские, жёлто-, буровато- или тёмно-зелёные.  Стебли перисторазветвлённые, с короткими прямостоячими или приподнимающими ветвями. Листья прямоотстоящие (в сухом состоянии — прилегающие), иногда отогнутые в одну сторону, коротко или длиннозаострённые, часто с изогнутой в одну сторону верхушкой, с плоскими или в основании отвороченными цельными краями; жилка сильная, заканчивается немного ниже верхушки листа. Коробочка узко цилиндрическая, прямая или, чаще, немного полого согнутая, светло-коричневая.

## Среда обитания и распространение
Распространённый эпифит, реже эпилит.
Виды рода встречаются в тропических и умеренных районов обоих полушарий. На территории России встречается только один вид — Лескеа многоплодная.

## Классификация
Согласно базе данных Catalogue of Life на январь 2025 года род включает следующие виды:
- Leskea acuminata Broth. et Paris, 1909
- Leskea australis Sharp, 1928
- Leskea brevifolia Lindb., 1918
- Leskea catenularia Müll. Hal. et Broth., 1907
- Leskea delicatula Sw., 1829
- Leskea filaria Broth. ex Ihsiba, 1929
- Leskea filivaga Müll. Hal. et Broth., 1907
- Leskea gracilescens Hedw., 1801
- Leskea guineensis Paris et Broth., 1908
- Leskea hyloapiculata Dixon, 1938
- Leskea integra P. Beauv., 1818
- Leskea latifolia Lindb., 1892
- Leskea mauritiana Besch., 1880
- † Leskea moravica Pilous, 1968
- Leskea obscura Hedw., 1801
- Leskea perstricta Dixon, 1914
- Leskea plumaria Mitt., 1869
- Leskea polenburgii Łobarz., 1847
- Leskea polycarpa Ehrh. ex Hedw., 1801 — Лескеа многоплодная
- Leskea riparia Hampe, 1839
- Leskea scabrinervis Broth. et Paris, 1906
- Leskea schiedeana Hampe, 1847
- Leskea subacuminata Nog., 1937
- Leskea subfiliramea Broth. et Paris, 1911
- Leskea sublaevifolia Herzog, 1938
- Leskea vaucheri Schimp., 1855

## Охранный статус
В России вид Лескеа многоплодная занесён в Красную книгу Мурманской области.